# Comarca de Rio Negro
A Comarca de Rio Negro é uma comarca brasileira localizada no município de Rio Negro (município de Mato Grosso do Sul), no estado de Mato Grosso do Sul, a 100 quilômetros da capital.

## Generalidades
Sendo uma comarca de primeira entrância, tem uma superfície total de 6009,1 km², o que totaliza aproximadamente 2% da superfície total do estado. A povoação total da comarca é de 14,8 mil habitantes, aproximadamente 0,6% do total da povoação estadual, e a densidade de povoação é de 2,46 habitantes por km².
A comarca inclui o município de Rio Negro, Rochedo e Corguinho. Limita-se com as comarcas de Aquidauana, Anastácio, Terenos, Bandeirantes, São Gabriel do Oeste e Rio Verde de Mato Grosso.
Economicamente possui PIB de R$ 221 489 000,00 e PIB per capita de R$ 14 941,24